# Humanidades Digitales Hispánicas
Humanidades Digitales Hispánicas (HDH) es la asociación española de Humanidades digitales fundada en noviembre de 2011 con el objetivo de promover la colaboración entre investigadores interesados en la nueva disciplina, difundir los trabajos de sus miembros y organizar congresos en los que se examinen temas de interés general sobre el campo de las Humanidades digitales. 

## Historia
La idea de crear la asociación surgió durante las sesiones del Simposio sobre Edición Digital de Textos Múltiples celebrado en la Universidad de Deusto (Bilbao) el 25 de noviembre de 2011. La profesora Sagrario López Poza, de la Universidad de La Coruña, se encargó de redactar los estatutos y llevar a cabo el proceso de inscripción en el Registro Nacional de Asociaciones de España, donde la HDH está inscrita con el número 600632. La asociación cuenta con una junta directiva; su alcance y objetivos están detallados en los estatutos.

### Congresos
La asociación celebra un congreso cada dos años. El grupo de investigación SIELAE y el Departamento de Filología Española y Latina de la Universidad de La Coruña (España) organizaron el I Congreso Internacional de Humanidades Digitales Hispánicas del 9 al 12 de julio de 2013. El II Congreso de la HDH tuvo lugar en Madrid, en la Universidad Nacional de Educación a Distancia (UNED), del 5 al 7 de octubre de 2015, bajo el título: Innovación, globalización e impacto . El III Congreso de la HDH se celebró en Málaga, del 18 al 20 de octubre de 2017, y llevó por título: Sociedades, políticas, saberes . 

## Objetivos[1]
- Propiciar el intercambio de experiencias científicas en relación con las Humanidades Digitales.
- Explorar perspectivas de colaboración entre investigadores e interesados en el campo de la Informática y las Humanidades (con particular interés en los contenidos que interesen a los estudios hispánicos).
- Fomentar el estudio y la formación en el campo de las Humanidades Digitales.
- Difundir los trabajos de sus miembros.
- Organizar congresos en los que se examinen temas de interés general sobre el campo de las Humanidades Digitales.